# Robert Conrad
Robert Conrad, all'anagrafe Konrad Robert Falkowski (Chicago, 1º marzo 1935 – Malibù, 8 febbraio 2020), è stato un attore e regista statunitense È ricordato principalmente come James T. West, l'affascinante agente segreto della serie televisiva della CBS Selvaggio West (1965-1969), che, col suo amico e assistente Artemus (Arty) Gordon, interpretato da Ross Martin, si trovava a risolvere casi ingarbugliati e pericolosi, non in giro per il mondo come il più famoso Agente 007, ma in ambiente prettamente "western". Altro ruolo da protagonista fu quello di Thomas Remington Sloane nella serie Un uomo chiamato Sloane (1979).

## Biografia
Figlio di Leonard Henry Falk, avuto a 17 anni di età, discendente da immigrati tedeschi. La madre, Alice Jacqueline Hartman (figlia di Conrad e Hazel Hartman), aveva 15 anni alla nascita di Conrad, e lo chiamò con il nome del nonno. La madre diventerà la prima direttrice pubblicitaria della Mercury Records, nota come Jackie Smith. Si sposò due volte, una volta con Eddie Hubbard nel 1948. Eddie Hubbard e Jackie Smith ebbero un figlio assieme (nato nel 1949) prima di separarsi nel 1958.
Conrad studiò a Chicago alla South Shore High School, Hyde Park High School, la YMCA Central School e la New Trier High School. Lasciò gli studi a 15 anni, lavorando come scaricatore per la Consolidated Freightways e la Eastern Freightways, e come autista per la Chicago's Bowman Dairy.
Studiò teatro alla Northwestern University e iniziò la carriera attoriale. Conrad studiò anche canto con Dick Marx, padre di Richard Marx.
Conrad rimase sposato con la moglie Joan per 25 anni ed ebbero cinque figli. Divorziarono consensualmente nel 1977. Lo stesso anno incontro la sua futura seconda moglie LaVelda Ione Fann. Conrad all'epoca aveva 43 anni quando sposò LaVelda, Miss National Teenager Pageant. Ebbero tre figli e divorziarono nel 2010.
Nel 2008 intervistato, Conrad descrisse la Chicago Outfit e il membro Michael Spilotro come suoi amici.
Nel 2003, mentre viaggiava in auto sulla Highway 4 in California vicino a Alpine County, Conrad al volante di una Jaguar incidentò contro una Subaru guidata dal ventiseienne Kevin Burnett. Entrambi feriti gravemente. Conrad fu incriminato per l'incidente, causa guida in stato di ebrezza.
Venne condannato agli arresti domiciliari per sei mesi e in libertà vigilata per cinque anni. Conrad soffrì di conseguenza di problemi neurologici, con un lato del corpo semiparalizzato.
Conrad muore a Malibu a 84 anni per arresto cardiaco.

## Filmografia parziale

### Cinema
- Giovani gangsters (Juvenile Jungle), regia di William Witney (1958)
- Paracadutisti d'assalto (Paratroop Command), regia di William Witney (1959)
- Giorni caldi a Palm Springs (Palm Springs Weekend), regia di Norman Taurog (1963)
- Io sono Dillinger (Young Dillinger), regia di Terry O. Morse (1965)
- Non c'è scampo per chi tradisce (The Bandits), regia di Robert Conrad (1967)
- La gemma indiana (Murph the Surf), regia di Marvin J. Chomsky (1975)
- The Lady in Red, regia di Lewis Teague (1979)
- Obiettivo mortale (Wrong Is Right), regia di Richard Brooks (1982)
- Scuola guida (Moving Violations), regia di Neil Israel (1985)
- Una promessa è una promessa (Jingle All the Way), regia di Brian Levant (1996)

### Televisione
- Maverick – serie TV, episodio 2x20 (1959)
- L'uomo e la sfida (The Man and the Challenge) – serie TV, episodio 1x02 (1959)
- Lock-Up – serie TV, episodio 1x02 (1959)
- Indirizzo permanente (77 Sunset Strip) – serie TV, 4 episodi (1959-1962)
- The Gallant Men – serie TV, episodio 1x03 (1962)
- Hawaiian Eye – serie TV, 104 episodi (1959-1963)
- La legge del Far West (Temple Houston) – serie TV, episodio 1x25 (1964)
- Selvaggio West (The Wild Wild West) – serie TV, 104 episodi (1965-1969)
- Mannix – serie TV, 1 episodio (1969)
- The D.A. – serie TV, 15 episodi (1971-1972)
- Colombo (Columbo) – serie TV, episodio 4x01 (1975)
- La squadriglia delle pecore nere (Baa Baa Black Sheep) – serie TV, 36 episodi (1976-1978)
- Un uomo chiamato Sloane (A Man Called Sloane) – serie TV, 12 episodi (1979)
- Colorado (Centennial) – miniserie TV, 12 episodi (1978-1979)
- Confessions of a Married Man – film TV, regia di Steve Gethers (1983)
- Gli sceriffi delle nevi (High Mountain Rangers) – serie TV, 13 episodi (1987-1988)
- Jesse Hawkes – serie TV, 6 episodi (1989)

## Doppiatori italiani
Nelle versioni in italiano delle opere in cui ha recitato, Robert Conrad è stato doppiato da:
- Paolo Poiret in Selvaggio west, Un uomo chiamato Sloane
- Romano Malaspina in La squadriglia delle pecore nere
- Renzo Stacchi in Colorado
- Rodolfo Traversa in Obiettivo mortale
- Sergio Rossi in Una promessa è una promessa